# مایکله انگ
مایکله انگ (به انگلیسی: Michelle Ang) (زاده ۱۷ اکتبر ۱۹۸۳) بازیگر نیوزیلندی است.
از فیلم‌های معروف او می‌توان به بازی در فیلم مامان بزرگ اشاره کرد.